# Раббэль II Сотер
Раббэль II Сотер — последний царь Набатеи с 70/71 по 106 годы, сын царя Малику II и царицы Шукайлат II. Пытался возродить первенство набатейских религиозных культов и, вероятно, стремился к освобождению страны от римского господства. После смерти или свержения Раббэля II Набатея была включена в римскую провинцию Аравия Петрейская.

## Происхождение и начало правления
Раббэль II был сыном набатейского царя Малику II, сына Ареты IV Филодема, и царицы Шукайлат II; он унаследовал набатейский престол после отца в 70/71 году. Поскольку к началу своего правления Раббэль, судя по всему, ещё не достиг совершеннолетия, его мать Шукайлат первое время исполняла функции регента (на монетах Раббэля II царь изображался вместе со своей матерью).

## Правление
О внутренней политике этого последнего набатейского царя известно крайне мало. Вероятно, он перенес свою столицу из Петры в Босру. Причинами этого шага могло быть стремление Раббэля избавиться от необходимости соотносить свои решения с демократическими органами власти, функционировавшими в Петре, а также желание поставить под более жёсткий контроль торговые пути, ведшие через Заиорданье в Сирию. Благодаря сохранившимся источникам (надписи RES, 83, 1434; документ № 2 из архива Бабаты) до нас дошла титулатура Раббэля II: «Тот, кто оживил и спас (или «освободил») свой народ» (dy ’ḥyy wšyzb ‘mh). Очевидна близость этого титула с эллинистическим царским эпитетом «сотер» (σωτήρ) — «спаситель». Как полагает израильский археолог Авраам Негев, использование подобных эпитетов связано с тем, что Раббэлю II удалось восстановить свою власть в Южной Палестине и восстановить здесь разрушенные набатейские города.
При Раббэле II, вероятно, в Набатее производилось и храмовое строительство. Французский археолог Жан Старки на основании анализа архитектурных особенностей здания эфесской библиотеки Цельса и набатейского храма ад-Дэйр датировал возведение последнего концом правления Раббэля II Сотера.
Судя по всему, в правление Раббэля II Сотера в Набатее происходил определённый национальный подъём, конечная цель которого заключалась в освобождении от римского господства. Сам царь, очевидно, содействовал этому процессу, покровительствуя развитию национальной культуры и стремясь упрочить религиозную идентичность набатейцев, выводя на первый план древний арабский пантеон во главе с Душарой-А‘ррой и «отодвигая» усилившийся эллинистический культ Зевса-Ба‘алшамина, центром которого была Босра. Столь сильное стремление Набатеи к независимости вызвало недовольство императора Траяна и стало поводом для ликвидации набатейской государственности в 106 году. 
В источниках не сохранилось сведений об обстоятельствах аннексии римлянами Набатейского царства и включения его территории в состав новой провинции Аравия Петрейская. Обнаруженная в Мадаин-Салихе (древний набатейский город Хегра) надпись, повествующая о возведении алтаря (масгиды) А‘рре, тому что в Босре, Богу Раббэля, датированная первым годом правления некоего царя Малику, позволила выдвинуть гипотезу, согласно которой свергнутому или умершему Раббэлю II наследовал царь Малику III, возглавивший недолгое сопротивление Риму на части территории Набатеи с центром в Хегре. Данная интерпретация указанной надписи, однако, была отвергнута частью исследователей, в частности, советским востоковедом И. Ш. Шифманом.

## Семья
Дошедшие до нас письменные источники сохранили некоторые сведения о семье и ближайших родственниках Раббэля II, что связано с манерой датировать тексты не только годами правления самого царя, но и временем жизни членов его семьи. К примеру, документ № 2 из архива Бабаты датирован временем жизни «Ободата, сына Раббэля-царя, царя набатеев, который оживил и спас свой народ, и Гамалат, и Хагру, его сестер, цариц набатеев, дочерей Манику (Малику)-царя, царя набатеев, сына Ареты, царя набатеев, возлюбившего свой народ». Надпись «RES, 1434» сообщает, что она создана «при жизни Раббэля-царя, который оживил и спас свой народ, и при жизни Гамалат и Хагру, его сестер, цариц набатеев, дочерей Малику-царя, царя набатеев, сына Ареты, царя набатеев, возлюбившего свой народ, и при жизни Кашму сына Ша‘удат, сестры его, царицы набатеев». На своих монетах Раббэль II изображался не только со своей матерью Шукайлат II, но и с Гамалат (Гамилат) (с 76 года), а затем ещё и с Хагру (Хагару) (со 103 года).
Из этих и иных источников следует, что Раббэль II был сыном набатейского царя Малику II, сына царя Ареты IV Филодемоса. По отцу у Раббэля были сёстры Гамалат (Гамилат) и Хагру (Хагару), носившие титул «цариц набатеев» и бывшие или считавшиеся его жёнами (по крайней мере, Гамалат была его полнородной сестрой — по отцу и по матери). Кроме них, Раббэль имел ещё третью главную жену, имя которой не сохранилось, и двух младших жён по имени Кашма’эль и Ша‘удат, которые тоже носили титулы «цариц набатеев» и «сестёр царя». У Раббэля II было трое или четверо детей: Арета, Шукайлат (III), Ободат и, возможно, Малику (III). Кроме того, упоминается Кашму, сын Ша‘удат, положение которого в царской семье не вполне понятно. Судя по упоминаниям Ободата в надписях, вероятно, вначале именно он считался наследником престола, пока в 97/98 году упоминания о нём не прекратились.